# Yangon United Football Club
Maillots
Actualités
Le Yangon United Football Club (en birman : ရန်ကုန် ယူနိုက်တက် ဘောလုံးအသင်း), plus couramment abrégé en Yangon United, est un club birman de football fondé en 2009 et basé à Rangoun, la capitale du pays.

## Histoire
Fondé en 2009 comme l'ensemble des clubs non issus du gouvernement birman, Yangon United obtient dès sa première année d'existence de bons résultats puisqu'il parvient à atteindre la finale de la Coupe de Birmanie.
En 2011, le club réussit le doublé Coupe-championnat et parvient à conserver son titre de champion de Birmanie lors des deux saisons suivantes.
Les bons résultats du club en championnat lui ouvrent logiquement les portes de la Coupe de l'AFC, pour laquelle la Birmanie a droit à deux représentants. Si pour sa première participation, en 2012, Yangon United ne dépasse pas la phase de poules (sans gagner le moindre match), lors des éditions 2013 et 2014, le club atteint les huitièmes de finale de la compétition, éliminés par East Bengal Club d'Inde en 2013 et Persipura Jayapura d'Indonésie en 2014.

## Palmarès
| Compétitions nationales |
| --- |
| - Championnat de Birmanie (5) : - Champion : 2011, 2012, 2013, 2015 et 2018. - Coupe de Birmanie (3) : - Vainqueur : 2011, 2018 et 2019. - Finaliste : 2009 et 2024. |

## Personnalités du club

### Présidents du club
- Sai Khin Maung Aye

### Entraîneurs du club
- U Tin Maung Tun
- Ivan Kolev Venkov